# زنغنه (ملاير)
زنغنه (بالفارسية: زنگنه) هي مدينة صغيرة في منطقة زند في مدينة ملاير في محافظة همدان، تقع في إيران. كما أن هذه المدينة هي مركز منطقة زند. يقدر عدد سكانها بـ 844 نسمة .